# Peter Thomsen
Peter Thomsen (Flensburg, 1961. április 4. –) német lovas, a pekingi olimpián aranyérmet szerző német lovastusa csapat tagja. Egy tanyán nőtt fel, így már gyermekkorában megismerkedett a lovassporttal. 1987-ben vett részt először a német bajnokságban és ott 15. helyet szerzett. 1993-ban Whitte Girl nevű lovával először indul Európa-bajnokságon, ahol csapatával a negyedik, míg egyéniben az ötödik helyen végzett. Összesen három Európa- és világbajnokságon vett részt, illetve egy olimpián. Feleségével 2005-ben csapatversenyben német bajnoki ezüstérmes.
A 2008. évi nyári olimpiai játékokon Ingrid Klimke, Hinrich Romeike, Andreas Dibowski és Frank Ostholt csapattársaként élete legnagyobb sikerét elérvén lovastusában olimpiai bajnoki címet szerzett.

## Fordítás
- Ez a szócikk részben vagy egészben a Peter Thomsen (Reiter) című német Wikipédia-szócikk ezen változatának fordításán alapul.  Az eredeti cikk szerkesztőit annak laptörténete sorolja fel. Ez a jelzés csupán a megfogalmazás eredetét és a szerzői jogokat jelzi, nem szolgál a cikkben szereplő információk forrásmegjelöléseként.